# Terapie (album)
Terapie je sedmé album Ondřeje Ládka aka Xindla X. Bylo natočeno ve studiu DC Sound v produkci Dalibora Cidlinského Jr.
Vyšlo v roce 2021 u Universal Music.
Z alba pochází singly SebeLoveSong, Lovec perel, Něco je ve vzduchu, Má chata, můj hrad (píseň ze seriálu Osada).

## Písně
Hudba a texty Ondřej Ládek
1. Terapie
2. SebeLoveSong
3. Lovec perel
4. Sing Sing
5. Něco je ve vzduchu
6. Má chata, můj hrad
7. Demonika
8. Neony
9. Prodavač strachu
10. Nenávist zdarma
11. Tady a teď

## Účinkují
- Xindl X – zpěv
- Dalibor Cidlinský Jr. – produkce, piano, banjo
- Jan Cidlinský – baskytara
- Josef Štěpánek – kytara
- Epydemye – sbor